# Peter Snejbjerg
Peter Snejbjerg Nielsen (Dinamarca, 1963) es un dibujante de cómics danés. Estudió en la Kolding Kunsthåndværkerskole de 1983 a 1987. Sus trabajos más conocidos incluyen la épica serie de ciencia ficción y fantasía Hypernauten, la historia de aventuras El protocolo secreto (Den Skjulte Protokol), la serie de DC Comics Starman, y varios títulos para la línea Vertigo.

## Biografía
Snejbjerg empezó su carrera en el cómic realizando historias cortas para varias publicaciones, con la revista danesa Páginas Pulp (Kulørte sider). Su larga serie Hypernauten empezó a publicarse en esta revista, pero su publicación se vio interrumpida a mitad de la historia, cuando la revista cerró. En 1990, consiguió terminar esta épica serie de ciencia ficción, que se publicó en un tomo único en 1990.
En 1991, Peter Snejbjerg empezó a colaborar con la revista de horror, publicada por la editorial Tellerup, Slime. Ese mismo año, su novela gráfica El protocolo secreto (Den skjulte protokol) fue publicada, escrita por Morten Hesseldahl. En este trabajo, Snejbjerg retrocede en el tiempo hacia el Egipto de 1916, en una dinámica historia llena de acción y misticismo. 
En 1992, Snejbjerg cruzó al otro lado del Atlántico con su compañero profesional Teddy Kristiansen. En Estados Unidos, Snejbjerg es conocido por su trabajo en la serie, publicada por la línea Vertigo, Los Libros de la magia, escrita por John Ney Rieber, y por dibujar los tres primeros números de la serie The Dreaming, escrita por Terry LaBan. Snejbjerg también dibujó una etapa de la alabada serie de DC Comics Starman, escrita por James Robinson. Para Vertigo, también realizó números específicos de las series Hellblazer y Animal Man.
Sneijberg realiza su trabajo desde Gimle Studio, en Copenhague.

## Premios
Nominado a los Premios Haxtur de 1997 (a la Mejor serie regular) y 2005 (al mejor portadista).